# Турнир дворовых команд «Двор без наркотиков»
Турни́р дворо́вых кома́нд «Двор без нарко́тиков» (ТДК) — футбольный турнир, проводящийся в Воронеже и Воронежской области начиная с в 2005 года по инициативе Чернозёмного представительства «Российской газеты».
Основной целью ТДК является вовлечение молодежи (преимущественно подростков) в активные занятия спортом. Это способствует реализации сразу нескольких приоритетных национальных проектов, таких как программа по развитию и поддержке детско-юношеского спорта в России. Главный принцип ТДК – обеспечение всем участникам равных условий соревнований в ходе честной борьбы.
Миссией Турнира все годы его существования является формирование социальной активности, позитивного отношения к жизни молодежи и старшего поколения, пропаганда здорового образа жизни и организация полноценного досуга детей и подростков через физкультуру и спорт. ТДК призван способствовать профилактике социальной напряженности и вовлечению молодежи в позитивную деятельность, социализации подрастающего поколения и утверждению норм здорового образа жизни (подростковый период опасен отклоняющимся поведением и героизацией криминалитета).
ТДК довольно широко освещаем региональными СМИ, а также имеет свой официальный гимн.
Количество участников ТДК заметно увеличивается с каждым годом, в 2006 году в Турнире приняли участие 185 команд – более трех тысяч игроков, в 2007 году команд стало уже 286 - около четырех тысяч игроков.  Участниками ТДК могут стать все желающие, за исключением игроков, имеющих или имевших профессиональные контракты. Соревнования  проводятся в двух возрастных категориях: младшая лига (13-14 лет) и старшая лига (15-16 лет). Также соревнуются девочки не старше 17 лет.
ТДК тесно сотрудничает с воронежской Школой Арбитров; многие из представителей Школы - прошлые участники Турнира Дворовых Команд. Зачастую бывшие полевые игроки снова принимают участие в матчах ТДК уже в качестве судей.

## Заслуги и мероприятия
На региональном конкурсе «RuPoR» в 2006 г. проект «Российской газеты» «Все на футбол: создай себе легенду!» удостоен диплома за второе место в номинации «Лучший PR-проект» и выдвинут на соискание национальной премии в области развития связей с общественностью «Серебряный лучник». В том же году специально написанный В.Осошником гимн ТДК «Все на футбол!» получил рекомендацию Министерства образования к обязательному изучению в школах. Летом 2007 и 2009 года команды-победительницы провели товарищеские матчи с футбольной командой Управления по контролю за оборотом наркотиков, а в августе 2008 года игроки нескольких команд ездили в Липецк на авиа-шоу пилотажной группы «Соколы России» Липецкого летного центра им. В. Чкалова. Ежегодно разыгрываемый главный приз для победителей турниров - поездка в Москву на матчи сборной России по футболу.

## Постоянные информационные партнёры ТДК
Газета «Игрок», ИА «Воронеж-Медиа», Радио «Воронеж», Радио России, Радио «Мелодия», Региональный PR-портал, ИА «Молодежь Воронежа 21 века».

## Официальные партнёры ТДК
ЗАО Холод, УФСКН по Вроонежской обл., Фонд «Наш Город», Евросеть, Главофисторг, компания «Согдиана», Pepsi, Росгосстрах, АО Воронеж-Дом.
Официальный стадион Турнира - «Мир Футбола».